# Isanthrene dorsimacula
Isanthrene dorsimacula är en fjärilsart som beskrevs av Paul Dognin 1912. Isanthrene dorsimacula ingår i släktet Isanthrene och familjen björnspinnare. Inga underarter finns listade i Catalogue of Life.